# Velfærd
Ordet velfærd betyder de, for individet, mest ønskværdige vilkår for daglig trivsel. Velfærd som begreb, anvendes ofte i debatter som synonym for Offentlige velfærdsydelser eller Velfærdssamfundet.
Velfærd stammer fra gammel nordisk "at fare vel", med den betydning at man har en god rejse. I den samfundsfordelte velfærd indgår enlang række goder som sygehusvæsen, uddannelse mm. tilbyder borgerne. Et samfund der i udstrakt grad har sådanne goder kaldes et velfærdssamfund. I forskningsdebatten antages det normalt også, at staten i et velfærdssamfund i væsentligt omfang griber ind overfor markedets primære fordeling af goder for at fordele velfærden mere ligeligt mellem borgerne. Omfordelingen af goderne sker i større eller mindre grad gennem de offentlige finanser. Begrundelserne for en omfordeling af goderne gennem staten omfatter også etiske spørgsmål, f.eks. retfærdighed og lige rettigheder for alle borgere."

## Velfærdsbegrebet
Velfærdsbegrebet er mangfoldigt og en entydig definition er derfor vanskelig at foretage Der er dog en vis konsensus blandt forskerne om, at velfærd både indbefatter materielle og immaterielle værdier. Der er endvidere en række normative forudsætninger for velfærd, f.eks. en forestilling om solidaritet mellem forskellige grupper af borgere.
Velfærd er traditionelt blevet tolket i en økonomisk ramme, i betydningen "rådighed over økonomiske goder" Velfærd kan både ses som et mål i sig selv (idealet om at fordele så mange goder som muligt til flest mulige borgere) og som et middel til at opnå livskvalitet for flest mulige. Udgangspunktet kan enten være nytteværdien af fordelingen af goderne, hvor det enkelte individ i vid udstrækning bestemmer over sine resurser. Velfærdsydelser må derfor vurderes ud fra effektivitet i fordelingen af samfundsmæssige goder; eller alternativt kan udgangspunktet være behovsteorien, som antager, at velfærden er optimal, når alle typer menneskelige behov tilfredsstilles bedst muligt.

### Empirisk forskning
Behovsteorien har inspireret forsøg på at definere velfærd i relation til livskvalitet, bl.a. Erik Allardt, der inddeler velfærd i at have (materielle vilkår), at elske (sociale vilkår) og at være (positiv identitet). I Allardts studier af velfærd er disse begreber implementeret i interviews eller spørgeskemaer, hvor respondenternes tilfredshed med egen livssituation er blevet afdækket. SFI har operationaliseret Allardts begreber til socioøkonomiske variable og på denne baggrund foretaget undersøgelser af Levevilkårene i Danmark. I disse undersøgelser påvises bl.a., hvilke socialgrupper, der i særlig grad har risiko for belastede livsbetingelser.

## Velfærdsstat
I en velfærdsstat er borgerne af staten eller anden offentlig myndighed grundlæggende sikret mod fattigdom (residuel velfærd); hvis denne sikring blot dækker det nødvendigste, karakteriseres ydelserne ofte ved Richard Titmuss' udtryk "velfærd kun for de fattige er ringe velfærd". I samfund, hvor den offentligt sikrede velfærd er mere omfattende, kan denne sikring enten være baseret på et obligatorisk forsikringsprincip eller på et princip om universelle ydelser. Historisk er udviklingen gået fra en relativt snæver opfattelse af velfærd som sikring af udsatte gruppers forsørgelse til en bredere opfattelse af velfærd som tilstedeværelsen af en generel tryghed (sikkerhedsnet) for alle borgere.

## Velfærd i Danmark
Karakteristisk for den danske velfærd er at denne varetages af staten via en række politikker o.lign. der søger at levere velfærdsydelser til borgerne, heraf betegnelsen velfærdsstat. Herved forstås ikke alene sociale ydelser, men også skattefinansierede uddannelser, offentlig børnepasning, sygdomsbehandling mm. En række af disse ydelser leveres ikke af staten direkte, men administreres af kommuner, regioner eller private udbydere gennem udlicitering. Dette giver til tider anledning til spændinger mellem staten og kommunerne, da der ikke altid er overensstemmelse mellem de løfter om velfærd der gives fra staten (dvs. folketinget), og kommunernes opfattelse af hvad det vil koste at indfri disse løfter.
Den danske velfærd er desuden karakteriseret ved at denne er afkoblet fra indbetalinger til ordningerne; f.eks. er det ikke en betingelse for modtagelse af folkepension, at man har betalt skat i Danmark – man skal dog have boet i landet i mindst fem år op til pensionsalderen. Dog er dette princip ikke universelt for det danske velfærdssystem, f.eks. kræves der indbetaling i en række år for at være berettiget til efterløn, omend indbetalingerne langt fra dækker udbetalingerne. Afkoblingen mellem rettigheder og bidrag til ordningerne nævnes sammen med de mange kommende pensionister (ældrebyrden) som årsag, når velfærdsordningerne omfattes som værende "under pres".